# Drugi rząd księcia Wellington

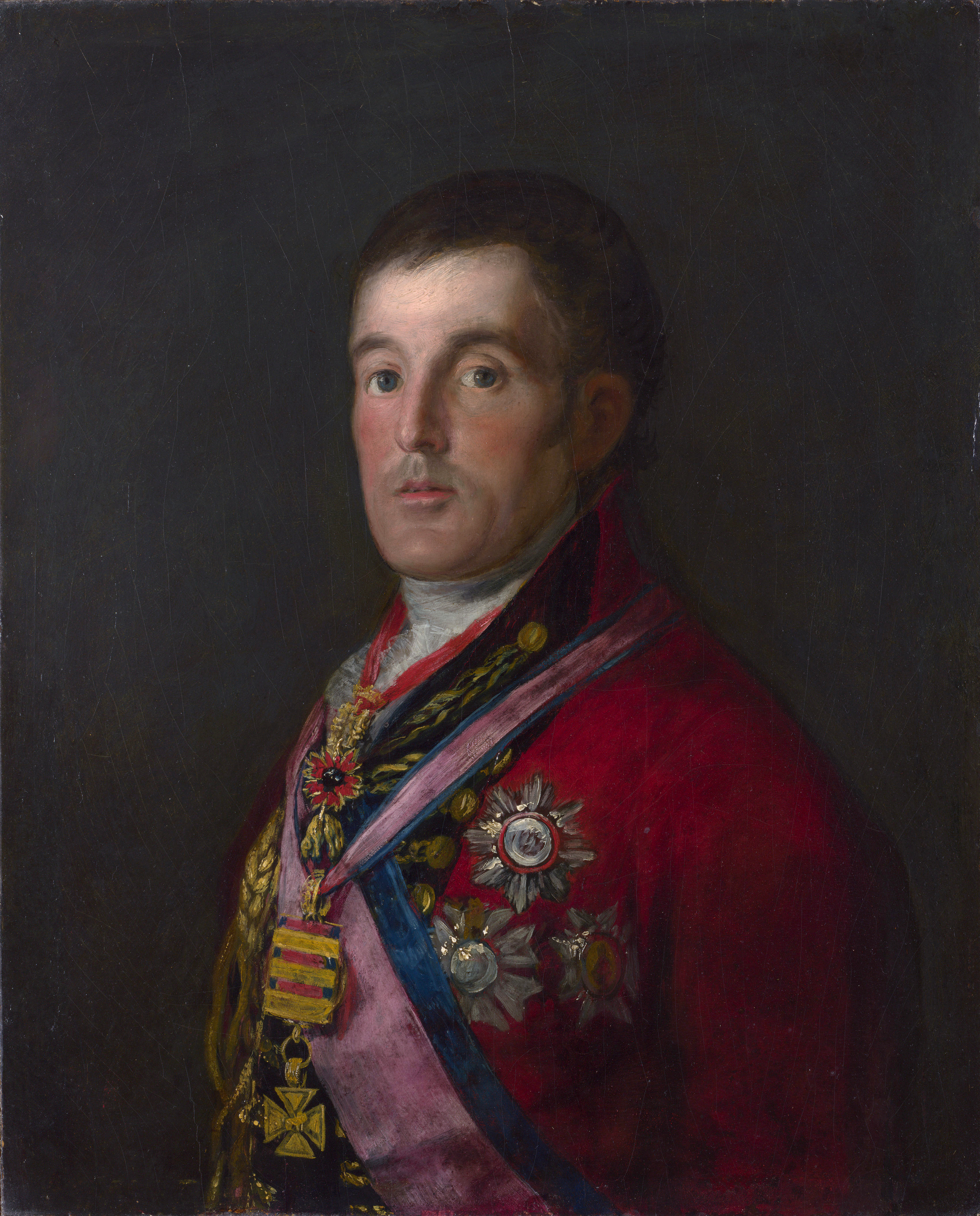
Książę Wellington, premier, pierwszy lord skarbu, minister spraw wewnętrznych, minister spraw zagranicznych, minister wojny i kolonii, przewodniczący Izby Lordów

14 listopada 1834 r. król Wilhelm IV zdymisjonował wigowski rząd lorda Melbourne’a i powierzył kierowanie gabinetem liderowi torysów Robertowi Peelowi. Peel przebywał wówczas we Włoszech i do Wielkiej Brytanii przybył dopiero w grudniu. Przez ten miesiąc tymczasowym rządem kierował Arthur Wellesley, 1. książę Wellington, który skumulował w swych rękach wszystkie trzy ministerstwa posiadające rangi sekretariatów stanu. Pozostałe urzędy (oprócz lorda kanclerza i kanclerza skarbu) były sprawowane komisyjnie.

## Skład rządu
| Urząd | Imię i nazwisko                        | Kadencja |
| --- | -------------------------------------- | -------- |
| Premier Pierwszy lord skarbu Minister spraw wewnętrznych Minister spraw zagranicznych Minister wojny i kolonii Przewodniczący Izby Lordów | Arthur Wellesley, 1. książę Wellington | 1834     |
| |                                        |          |
| Kanclerz skarbu | Thomas Denman, 1. baron Denman         | 1834     |
| Lord kanclerz | John Copley, 1. baron Lyndhurst        | 1834     |